# Rhombodera tectiformis
Rhombodera tectiformis är en bönsyrseart som beskrevs av Henri Saussure 1870. Rhombodera tectiformis ingår i släktet Rhombodera och familjen Mantidae. Inga underarter finns listade i Catalogue of Life.